# Lærke Tingleff Søndergaard
Lærke Tingleff Søndergaard, født 26. maj 1999, er en dansk fodboldspiller, der spiller midtbane for FC Nordsjælland i Gjensidige Kvindeligaen og Danmarks U/23-kvindefodboldlandshold.

## Meritter

### Brøndby IF
- Elitedivisionen
  -  Guld: 2018-19
  -  Sølv: 2017-18
- Sydbank Kvindepokalen
  -  Guld: 2018
  -  Sølv: 2019

### FC Nordsjælland
- Elitedivisionen 
  -  Guld: 2023-24
  -  Bronze: 2019-20[3]
- Sydbank Kvindepokalen 
  -  Guld: 2020[4], 2023, 2024